# Головінська Ольга
Ольга Головінська (псевдо «Маруся»; 9 березня 1919, с. Синягівка Збаразького р-ну Тернопільської обл. – 14 листопада 1948, Збаразький р-н Тернопільської обл.) – учасниця збройного підпілля ОУН у Збаразькому р-ні, лицарка Бронзового хреста бойової заслуги УПА.

## Життєпис
Членкиня підпілля у Збаразькому р-ні (1944-1948). Восени 1945 році заарештована органами НКВС. Зуміла втекти з-під варти та продовжувала діяти в лавах збройного підпілля ОУН. Загинула, наскочивши на опергрупу МДБ. Відстрілюючись, намагалася відірватися від переслідувачів, а побачивши безвихідність ситуації, підірвала себе гранатою, щоб живою не потрапити в руки ворога. 

## Нагороди
- Згідно з Наказом військового штабу воєнної округи 3 «Лисоня» ч. 2/49 від 31.08.1949 р. учасниця збройного підпілля ОУН у Збаразькому р-ні Ольга Головінська – «Маруся» нагороджена Бронзовим хрестом бойової заслуги УПА.